# ウーター・ヘメル
ウーター・ヘメル（Wouter Hamel, 1977年5月19日 - ）は、オランダ・ハーグ出身のジャズ歌手。
作詞作曲もできるそのスタイルはメル・トーメ、ジェイミー・カラム、フランク・シナトラらに例えられ、「新世代のフランク・シナトラ」「ミスター・ジェントル・ヴォイス」「シルクの声を持つジャズ界のプリンス」などと評されている。

## 経歴

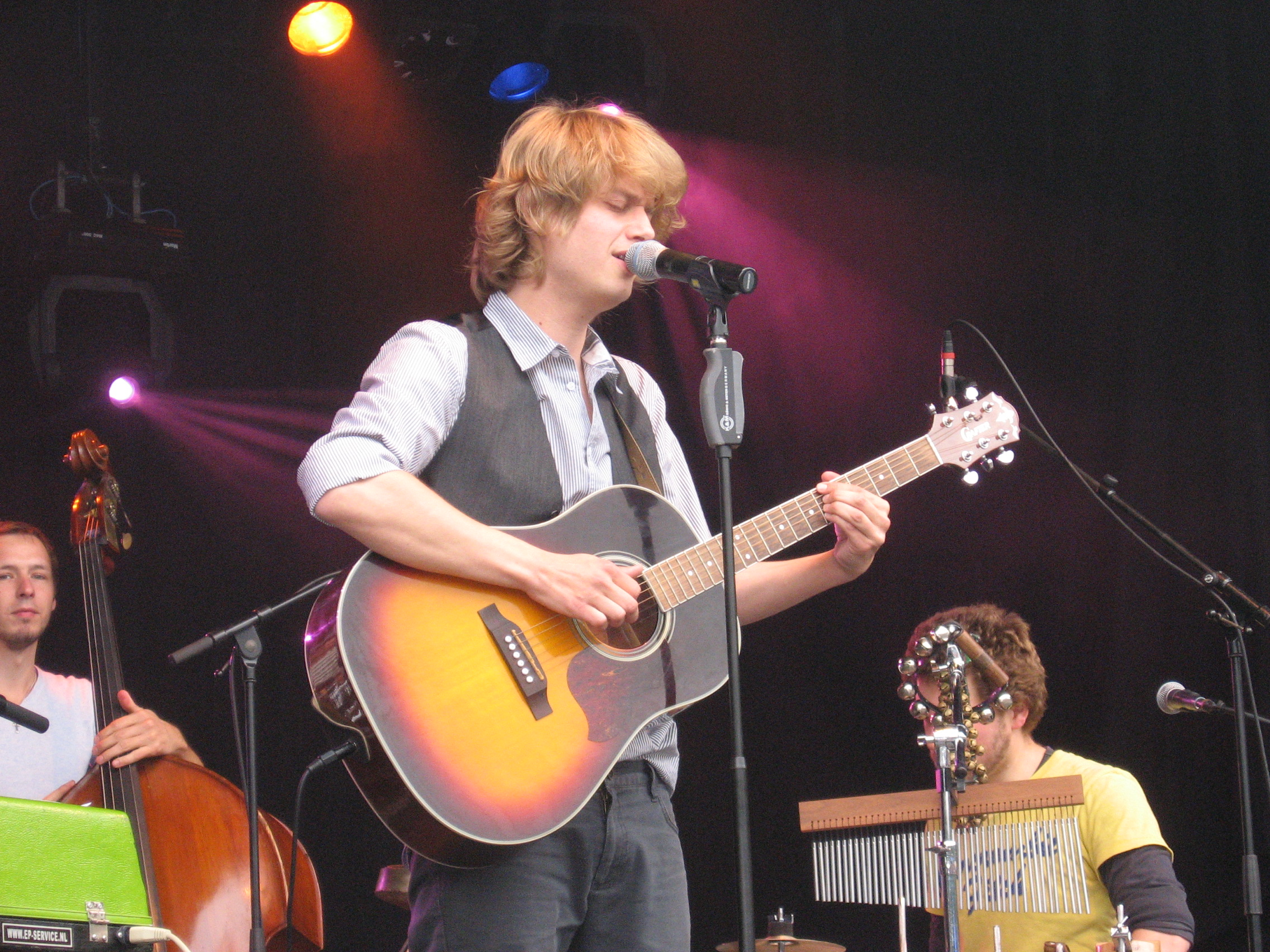
2007年

2005年にオランダのジャズ・ヴォーカル・コンペティションで優勝後、数々のテレビ番組に出演し、世界的に有名なジャズフェスティバル「ノース・シー・ジャズ・フェスティバル」（en:North Sea Jazz Festival）にも参加した。
2006年にプロデューサーのベニー・シングスと出会い、2007年3月にアルバム『Hamel』でデビュー。同年11月にプロモーションのため初来日、2008年2月には来日公演を行った。
2009年1月、セカンドアルバム『NOBODY'S TUNE』のプロモーションのために来日。ラジオ出演、インタビュー、ライブなどを行った。
2019年5月、来日公演を開催。

## ディスコグラフィー
- 「Hamel」（2007年）
- 「NOBODY'S TUNE」（2009年）
- 「Lohengrin」（2011年）
- 「Pompadour」（2014年）
- 「Amaury」（2017年）
- 「Boystown」（2019年）